# 9 mm patron m/39
| 9 mm patron m/39 |
| --- |
| Till vänster: m/39, till höger: m/39B. Som synes har m/39B en spetsigare kula än m/39. 9 mm skarpa patroner m/39 och m/39B med askar Del av: 9 × 19 mm Parabellum |

9 mm patron m/39, kort 9 mm ptr m/39, är den svenska försvarsmaktens beteckning för pistolpatronen 9 × 19 mm Parabellum. Typen införskaffades 1939 som ett resultat av de nödköp svenska försvarsmakten behövde göra i och med utbrottet av andra världskriget (se Historia).
I Sverige har patrontypen vidareutvecklats med nya projektiler och drivladdningar. Framförallt har en pansarbrytande version mot kroppsskydd tagits fram under beteckningen 9 mm skarp patron m/39B. Patron m/39B har en spetsigare kula med tombakpläterad mantel av stål och kraftigare drivladdning. Den har sedan 1950-talets andra hälft varit den huvudsakliga stridsvarianten i bruk och används aktivt än idag. 

## Etymologi
Skarpa patronen betecknades ursprungligen 9 mm skarp pistolpatron m/39, förkortat 9 mm sk pptr m/39, och fanns utöver svensk ammunition inskaffad från flera olika länder, framför allt Finland, Nazityskland och USA. Dessa varierade i flera avseenden såsom drivladdning och projektilvikt varav fyra olika suffix instiftades under krigets tidigare skede:
| - 9 mm skarp pistolpatron m/39 finsk - 9 mm skarp pistolpatron m/39 tysk - 9 mm skarp pistolpatron m/39 amerikansk - 9 mm skarp pistolpatron m/39 svensk |  | – |  | 9 mm sk pptr m/39 f 9 mm sk pptr m/39 t 9 mm sk pptr m/39 a 9 mm sk pptr m/39 s |

Från 1942 byttes benämningen "pistolpatron" ut mot enbart "patron" och alla undervarianter enades under en enad beteckning oavsett tillverkare: 9 mm skarp patron m/39, förkortat 9 mm sk ptr m/39.

## Historia
9 mm patron m/39 införskaffades 1939 i och med att Sverige tvingades göra flera nödköp av vapen på grund av andra världskrigets utbrott. Som del av dessa nödköp kom bland annat automatpistolen Walther P38 och kulsprutepistolen Bergmann MP35 att köpas in från Nazityskland, bådadera kamrade för 9 × 19 mm Parabellum. Dessa blev sedermera 9 mm pistol m/39 och 9 mm kpist m/39 i Sverige.
Sverige hade tidigare undvikit att införskaffa patronen 9 mm Parabellum av ekonomiska skäl då man hade gott om 9 mm skarp patron m/07 (9 x 20mm SR Browning Long), men eftersom 9 mm Parabellum var i bruk med bland annat Finland och diverse andra länder i Europa kunde man efter krigsutbrottet inte längre förlita sig på att införskaffa vapen utomlands i den äldre kalibern, varav införskaffning av 9 mm Parabellum blev nödvändig. Som följd av detta ersattes 9 mm patron m/07 av 9 mm patron m/39 som Sveriges huvudkaliber för pistolvapen och Sverige kom snarast att börja införskaffa nya pistolvapen för patronen. Bland annat köptes licens för den finska pistolen Lahti L-35 som blev 9 mm pistol m/40 och existerande 9 mm kpist m/37 i kaliber 9 mm m/07 kom att byggas om till 9 mm kpist m/37-39 i kaliber 9 mm m/39.

## Versioner

### 9 mm skarp patron m/39B

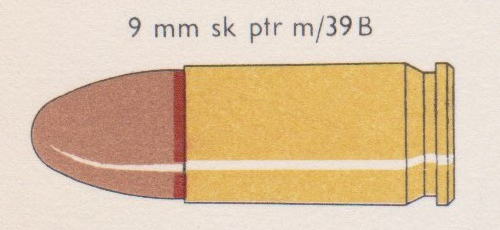
9 mm skarp patron m/39B

9 mm patron m/39B började levereras 1955. Patronen togs fram av svensk ammunitionsindustri efter omvärldens erfarenheter från Koreakriget där nya typer av kroppsskydd börjat användas. Dessa minskade effekten av vanligt förekommande patroner i denna kaliber.
9 mm patron m/39B är kapabel att penetrera 50 lager kevlar, 7 cm tegel eller 25 cm trä. Den klarar även att penetrera skyddsvästar av klass IIIA.
Projektilen i patron m/39B består av en blykärna med tjock stålmantel, i likhet med en pansarkapp, som i sin tur är tombakpläterad, ungefär samma princip som en pansarkapp för större projektiler. Projektilens stålmantel kollapsar inte på samma sätt som om den varit av tombak och bly. Istället formas stålmanteln till en pil vid anslag i målet, som därigenom skapar en högre penetrationsförmåga. Den tunna tombakpläteringen bryts igenom av bommarna i loppet och stålmanteln kommer då i kontakt med bommarna. Stålets hårdhet gör att manteln inte formar sig efter bommarna särskilt väl. Detta gör att projektilen är trögare att driva genom loppet, vilket ger en ökning av gastrycket jämfört med motsvarande projektil utan stålmantel, och att loppet slits fortare.
Försvarsmaktens samtliga versioner av pistol m/88 är försedda med polygonalt räfflad pipa vilket minskar slitaget från stålmanteln, som lättare kan forma sig efter den piptypen.
Kulvikten är 7,0 gram (108 grain), något lägre än m/39:ans 7,5 gram (116 grain), och kulans utgångshastighet är 405 m/s när den skjuts ur kpist m/45, vilket ger en anslagsenergi på 574 joule.

### Andra varianter

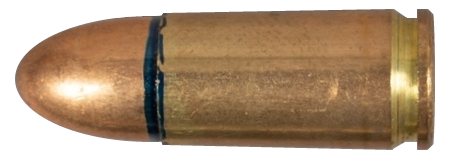
9 mm skarp patron m/39

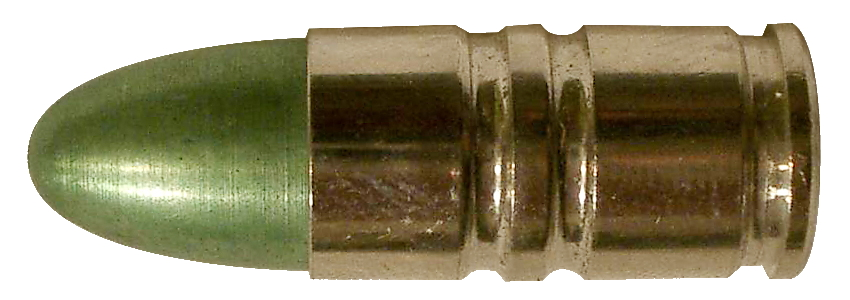
9 mm blindpatron m/39B

Ammunitionen m/39 finns i många olika varianter:
- Skarp patron med mässingsfärgad projektil och röd förseglingslack vid hylsans mynning
- Spårljus med vit spets och halva bakplanet svart (används endast för övningsversionen av pansarskott m/86)
- Lös patron med projektil av röd plast- och träblandning
- Blind med grönanodiserad kula och förnicklad hylsa med två rillor på hylsan

### Äldre varianter

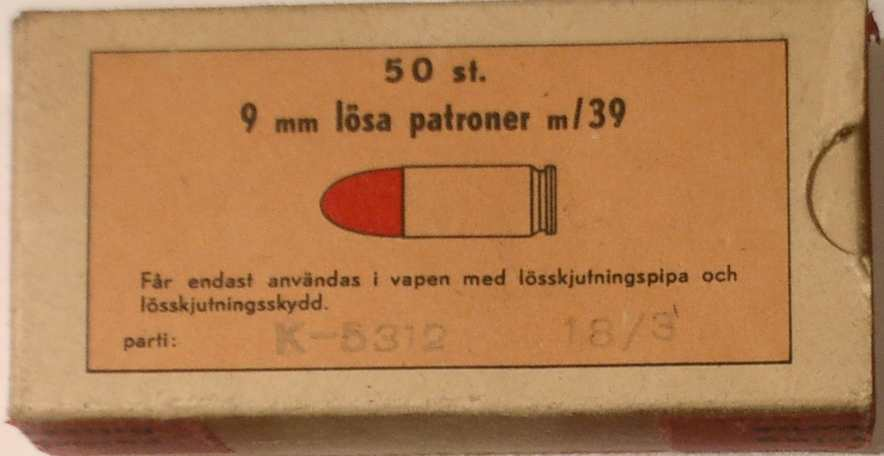
9 mm lös patron m/39 ask

- Skarp, m/39 med svart eller mörkblå tätlack. Finns också helt utan tätlack.
- Lös, fm/47 med omålad träprojektil
- Kammar, med svart plastprojektil med liten stålkula i spetsen
- Blind, helt förnicklad
- Blind, helt förnicklad med två rillor på hylsan
- Blind med grönmålad kula och förnicklad hylsa

## Vapen

### Pistoler
- 9 mm pistol m/39
- 9 mm pistol m/40
- 9 mm pistol 2121
- 9 mm pistol 88

### Kulsprutepistoler
- 9 mm kulsprutepistol m/37-39
- 9 mm kulsprutepistol m/39
- 9 mm kulsprutepistol m/45